# Promachus clausus
Promachus clausus là một loài ruồi trong họ Asilidae. Promachus clausus được Macquart miêu tả năm 1846. Loài này phân bố ở miền Australasia.